# Grecale (vino)
Il Grecale è un vino liquoroso prodotto dalle cantine Florio di Marsala. Viene prodotto dal 1998, con vigneti sull'isola di Pantelleria e nell'entroterra di Noto con uva di tipo Moscato di Pantelleria e Moscato Bianco. 
Durante la fermentazione, arrivato a un tenore alcolico di ca. 6%, viene aggiunto distillato di vino per arrivare a un tenore alcolico di 16% e fermare la fermentazione e conservare così lo zucchero del mosto.
È un IGT Terre Siciliane.

## Caratteristiche organolettiche
Il Grecale è di colore giallo brillante, con un profumo che ricorda l'albicocca. Il gusto sa vagamente di fichi, uva passa e miele d'acacia.

## Abbinamenti consigliati
Si abbina molto bene con frutta, formaggi piccanti e dolci (soprattutto con cioccolato amaro, frutta martorana e pasticceria secca).